# Mate Kapović
Mate Kapović (Zagreb, 5. kolovoza 1981.), hrvatski jezikoslovac, bivši zastupnik u Gradskoj skupštini Grada Zagreba.

## Životopis
God. 1999. maturirao je na Klasičnoj gimnaziji u Zagrebu i potom na Filozofskom fakultetu u Zagrebu upisao studij kroatistike i lingvistike, koji je dovršio 2003. stekavši naslov profesora hrvatskog jezika i književnosti i lingvistike. Od 2004. radi na Odsjeku za lingvistiku FFZG-a. Doktorski studij dovršio je 2007. na Filozofskom fakultetu u Zadru, gdje je pod mentorstvom Ranka Matasovića obranio tezu Rekonstrukcija baltoslavenskih osobnih zamjenica s posebnim osvrtom na naglasak.
God. 2010. izabran je u zvanje docenta, a 2014. u zvanje izvanrednog profesora na FFZG-u, gdje predaje opću fonologiju, komparativnohistorijsku lingvistiku, indoeuropsku fonologiju i morfologiju. U njegovu su znanstvenom interesu također i akcentologija, sociolingvistika, dijalektologija i jezična politika. Stručno se usavršavao na stipendijama u Istanbulu, Beču i Osaki.
Objavio je knjige Uvod u indoeuropsku lingvistiku: Pregled jezikâ i poredbena fonologija (2008.), Čiji je jezik? (2011.) i Povijest hrvatske akcentuacije: Fonetika (2015.) te napisao više desetaka članaka objavljenih u hrvatskim i inozemnim časopisima. Pokretač je redovite godišnje međunarodne konferencije International Workshop on Balto-Slavic Accentology (IWoBA), koja se održava od 2005. okupljajući svjetski istaknute baltoslaviste, baltiste i slaviste.
Što se tiče njegove druge knjige Čiji je jezik?, kritičar Aleksandar Hut Kono, koji je zajedno s njim studirao, iznosi primjedbu o plagiranju. Autorica knjige iz koje "štošta je posudio" ali koju Kapović "ksenofobno" naziva (na str. 53) autorasističkom, Snježana Kordić, pokazuje sklonost Kapovića nekoliko godina kasnije i da iznosi nepostojeće tvrdnje drugih ljudi koje potom glasno kritizira.
Član je Odbora za dijalektologiju Razreda za filološke znanosti HAZU. Redovno sudjeluje u javnim raspravama o jeziku i politici pri čemu se kritički postavlja prema jezičnom purizmu u Hrvatskoj te kritizira kroatiste kada tvrde da se u BiH, Crnoj Gori, Hrvatskoj i Srbiji govore četiri standardna jezika. Ističe pritom da je jezična situacija na području bivše Jugoslavije što se tiče standardnih jezika slična onoj u Njemačkoj, Austriji i Švicarskoj (njemački) ili u Pakistanu i Indiji (urdski i hindski) te da su imena jezika uvijek pitanje politike.

## Politička djelatnost
U okviru zajedničke političke platforme u koaliciji pet stranaka (Zagreb je naš!, Nova ljevica, ORaH, Radnička fronta i Za grad) je izabran za gradskog vijećnika u Gradskoj skupštini Zagreba kao prvi rotacijski zastupnik Radničke fronte.
Godine 2018. zamijenila ga je rotacijska zastupnica Katarina Peović Vuković.

## Djela

### Autorske knjige
- Uvod u indoeuropsku lingvistiku: Pregled jezikâ i poredbena fonologija (2008.)
- Čiji je jezik? (2011.)
- Ogledi o kapitalizmu i demokraciji (2015.)
- Povijest hrvatske akcentuacije: Fonetika (2016.)
- Jeziku je svejedno (2019.) (Koautori: Starčević, Anđel; Sarić, Daliborka)

### Uredničke knjige
- Indoevropski jezici (The Indo-European Languages, urednik 2. izdanja, 2017.)[12]